# Улица Куйбышева (Санкт-Петербург)
У́лица Ку́йбышева — улица в Петроградском районе Санкт-Петербурга. Проходит от Каменноостровского проспекта до Петроградской набережной. На запад продолжается Кронверкской набережной, на восток — Сампсониевским мостом.

## Расположение
Протяжённость улицы около 830—850 метров. Улица начинается от Троицкой площади. Если ехать с Троицкого моста на Каменноостровский проспект, то улица Куйбышева будет справа. Слева находится Петропавловская крепость. Улица упирается в Сампсониевский мост.

## История
Улица возникла в начале XVIII века. Первое её название — Дворянская — появилось в 1731 году. Оно было связано с тем, что на этой улице с первых лет существования Петербурга находились дома приближённых Петра I, представителей царского двора. Это название улица носила до 1837 года.
В описании Санкт-Петербурга первой трети XVIII столетия говорится: «Далее несколько домов с просторными дворами, где в моё время жили знатнейшие министры, в частности великий канцлер, а также некоторые русские бояре, генералы и разные другие офицеры и немцы».

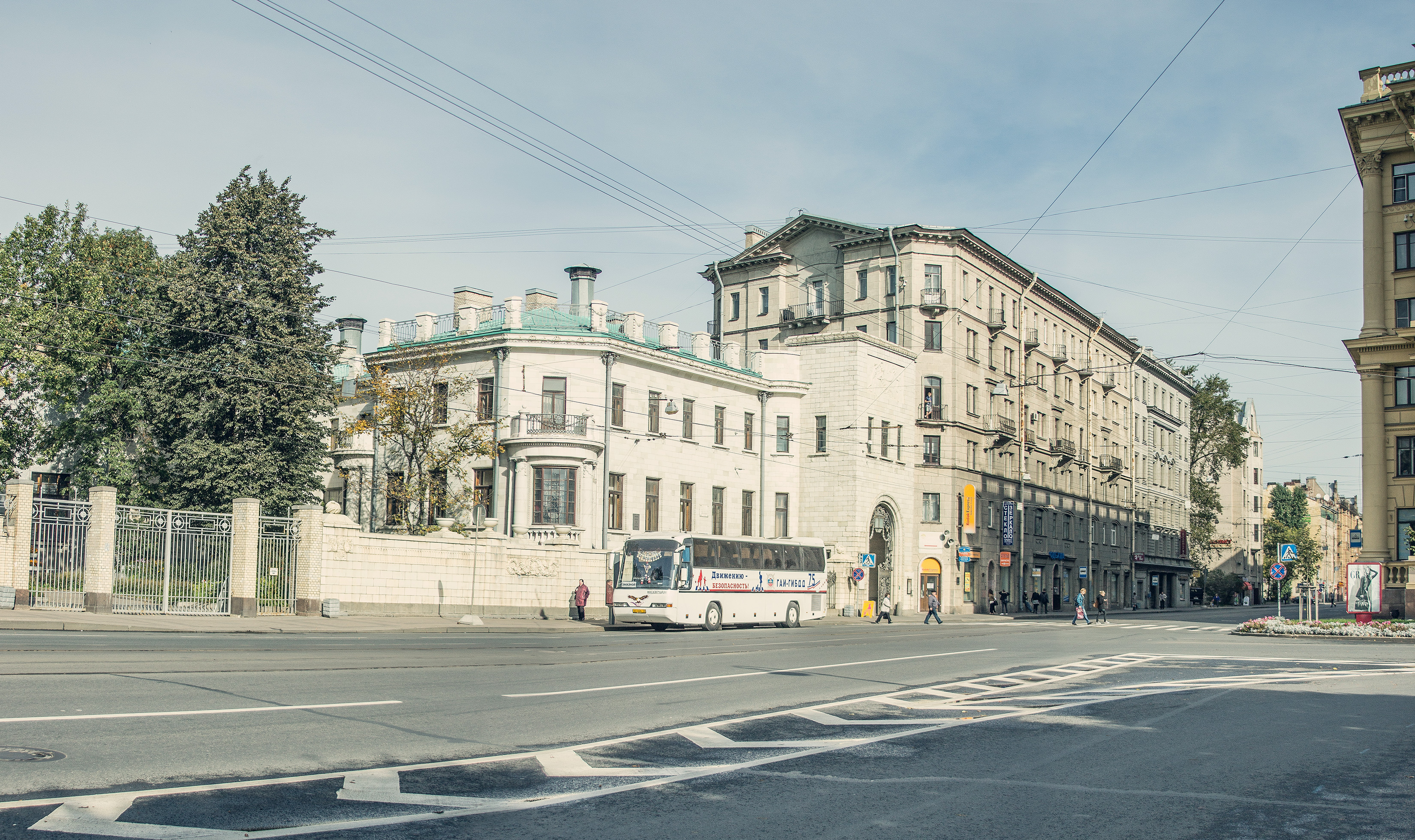
Особняк В. Э. Брандта в начале улицы

Параллельно в 1751 году появился вариант Большая Дворянская улица, существовавший до 1918 года. При этом Малой Дворянской была сначала часть современной улицы Чапаева, а позднее — Мичуринская улица. В 1738 году Комиссия о Санкт-Петербургском строении планировала присвоить улице название Большая Троицкая, по находившемуся в начале улицы Троицкому собору. Однако это имя не вошло в обиход.
В октябре 1918 года Большую Дворянскую улицу переименовали в противоположность предыдущему названию. Она стала 1-й улицей Деревенской бедноты; одновременно Малая Дворянская стала 2-й улицей Деревенской бедноты. Не слишком удобные наименования просуществовали недолго. В 1935 году 2-ю улицу Деревенской бедноты сделали Мичуринской, в честь учёного-селекционера Ивана Владимировича Мичурина (1855—1935), а 1-я улица стала Куйбышевской, в честь советского партийного и государственного деятеля Валериана Владимировича Куйбышева (1888—1935).
Куйбышевской улица была до 1955 года, хотя уже с 1937 года стал употребляться и современный вариант, который в итоге вытеснил первоначальный.

## Застройка

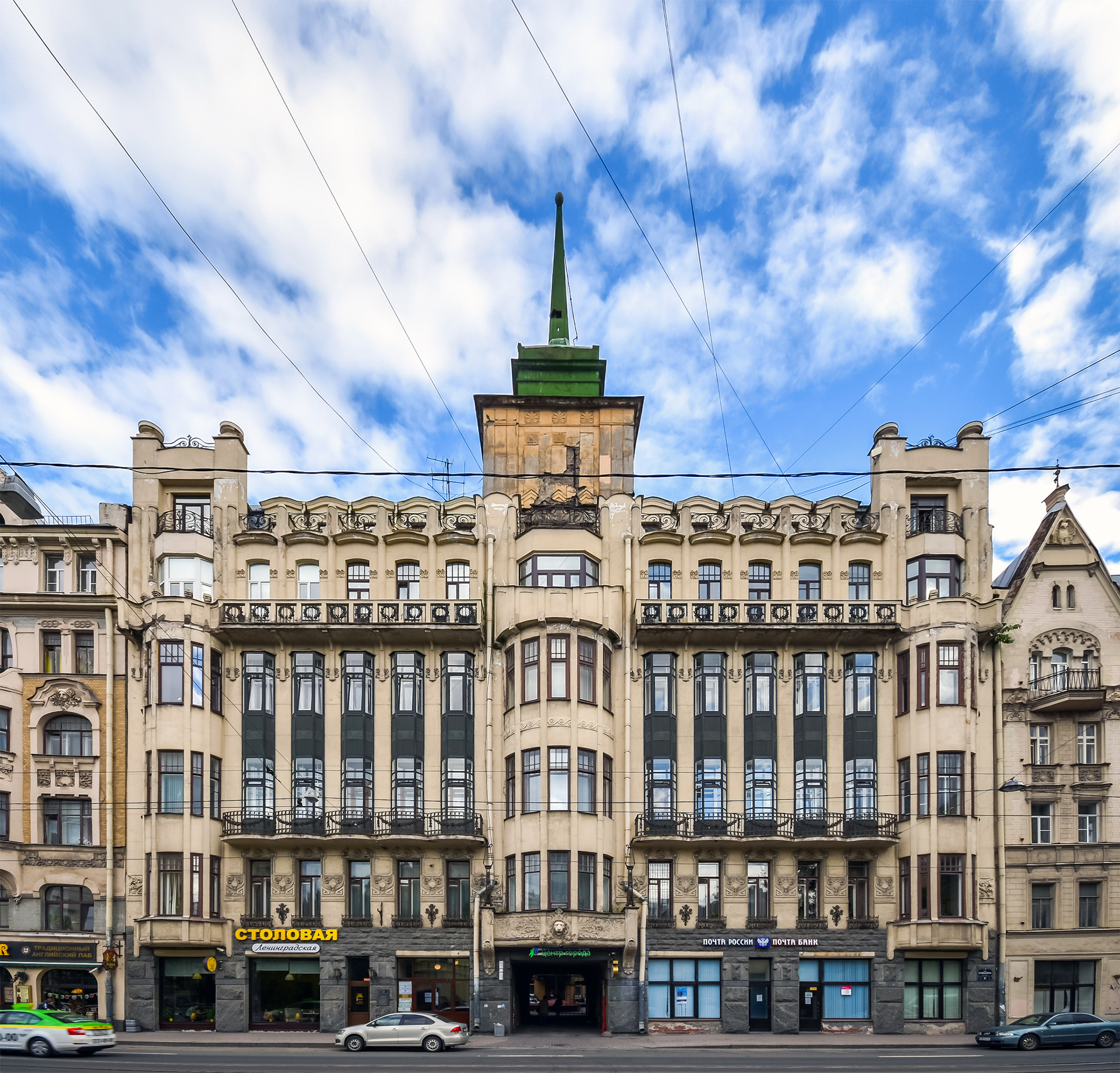
Доходный дом Ф. И. Танского, улица Куйбышева, 21

С начала XX века улица застраивалась особняками и доходными домами: д. 2/1 — особняк Кшесинской (ныне Музей Политической истории России), д. 4 (особняк барона Бранта, 1909—1912 гг., арх. Р. Ф. Мельцер), д. 5 (1912—1914, арх. Д. М. Иофан), д. 21 (1911 г., арх. К. В. Бальди), д. 22 (1901—1902 гг., арх. К. К. Шмидт), д. 25 (1874 г., перестроен в 1913—1914 гг., арх. А. А. Оль). На улице Куйбышева жили: историк и литературовед П. Е. Щёголев (д. 10, 1917—1930-е гг.), писатель Н. А. Лейкин (д. 12, 1880—1906), микробиолог Н. Ф. Гамалея (д. 5, 1915—1928).

### Достопримечательности
- Дом № 1/5 / Троицкая пл., 3 — в нём в 1972—1984 годах жил Г. В. Романов, в 2011 на фасаде установлена мемориальная доска[1]. Возведён по проектам Олега Гурьева, выявленный объект культурного наследия[2]. В доме располагался институт «ЛенНИИпроект». В 2024 году включён в реестр объектов культурного наследия[3].
- Дома № 2 и № 4 / Кронверкский проспект, 1 — особняк Кшесинской (1904—1906, арх. А. И. фон Гоген) и особняк барона В. Э. Бранта (1909, арх. Р.-Ф. Мельцер) — выдающиеся памятники модерна. В 1957 году объединены в одно здание (арх. Н. Н. Надёжин) для Музея Великой Октябрьской социалистической революции, ныне — Музей политической истории России.
- Дом № 5 — дом Григория Бурмистрова, 1912—1914 год, неоклассицизм, арх. Д. М. Иофан. С 2023 здание имеет статус объекта культурного наследия[4][5].
- Дом № 10 — дом И. Ф. Крымзенкова, 1912—1913 годы, неоклассицизм, арх. Д. Г. Фомичёв[6].
- Дом № 11 / Мичуринская ул., 9 — 1872—1875, автор проекта А. С. Эрбер. (Впоследствии надстроен и расширен). В здании расположен Институт Петра Великого, являющийся самостоятельным подразделением Санкт-Петербургского института культурных программ.
- Дом № 14 — 1912 год, модерн, арх. А. А. Захаров.
- Дом № 21 — доходный дом Ф. И. Танского, 1911 год, модерн, арх. К. В. Бальди[7].
- Дом № 22 — доходный дом Г. А. Шульце, 1901—1902, модерн, арх. К. К. Шмидт[8].
- Дом № 25 — особняк Белозерского, 1912—1914 год, неоклассицизм, арх. А. А. Оль.
- Дом № 32 — доходный дом гражданского инженера П. Н. Батуева, построен в 1912 году по его собственному проекту[9].
- Дом № 33/8А — доходный дом купца Н. Ф. Крупенникова, арх. Фритьоф Миеритц (Фёдор Фёдорович Миритц).

## Транспорт
Ближайшая станция метро — «Горьковская».
По улице проходят маршруты трамваев № 3, 6 и 40, а также автобуса № 28.